# Romas Mažeikis
Romas Vytautas Mažeikis (ur. 28 kwietnia 1964 w Gorżdach) – litewski piłkarz występujący na pozycji obrońcy.

## Kariera klubowa
Mažeikis karierę rozpoczynał w 1982 roku w Žalgirisie Wilno, grającym w drugiej lidze Związku Radzieckiego. W sezonie 1982 awansował z nim do pierwszej ligi. Graczem Žalgirisu był do 1990 roku. Potem przeszedł do gruzińskiej Gurii Lanczchuti. W sezonie 1990 wywalczył z nią wicemistrzostwo Gruzji oraz Puchar Gruzji.
W 1991 roku Mažeikis odszedł do radzieckiego Lokomotiwu Moskwa, gdzie spędził sezon 1991. Następnie przeniósł się do austriackiego Kremser SC, gdzie grał do końca sezonu 1991/1992. W następnym sezonie był zawodnikiem gruzińskiego Antsi Tbilisi, a w 1993 roku przeszedł do litewskiego Panerysu Wilno, w którym występował przez jeden sezon.
W 1994 roku Mažeikis został graczem niemieckiego VfB Lübeck, grającego w Regionallidze, stanowiącej wówczas trzeci poziom rozgrywek w Niemczech. W sezonie 1994/1995 awansował z zespołem do 2. Bundesligi, w której spędził dwa sezony, a potem spadł z powrotem do Regionalligi. W 2000 roku zakończył karierę.

## Kariera reprezentacyjna
W reprezentacji Litwy Mažeikis zadebiutował 27 maja 1990 w zremisowanym 2:2 towarzyskim meczu z Gruzją. W latach 1990–1994 w drużynie narodowej rozegrał 19 spotkań.